# Katarzyna Michalczak
Katarzyna Michalczak (ur. 1981) – polska poetka i pisarka.

## Życiorys literacki
Laureatka Nagrody Głównej XXII Ogólnopolskiego Konkursu Poetyckiego im. Jacka Bierezina 2016 za projekt tomu Pamięć przyjęć (w 2013 otrzymała Nagrodę Specjalną w XIX edycji tego konkursu za projekt tomu Zrujnuję się na rukolę). 
Laureatka I miejsca w XIV Ogólnopolskim Konkursie Literackim im. Artura Fryza 2018 na najlepszy poetycki debiut książkowy roku za tom Pamięć przyjęć (Dom Literatury w Łodzi, Łódź 2017). 
Publikowała m.in. w Arteriach, Dwutygodniku, Helikopterze i Opcjach. W maju 2019 ukazał się jej debiut prozatorski, zbiór opowiadań Klub snów, wydany przez Wydawnictwo Cyranka, w maju 2020 nominowany do Nagrody Literackiej Gdynia. 
W 2020 opublikowała tom Tysiąc saun nominowany do Nagrody Poetyckiej im. Kazimierza Hoffmana „KOS” 2021. W roku 2021 w Wydawnictwie Cyranka opublikowała drugi tom opowiadań Mam na imię nie mam. 
W 2023 roku Wydawnictwo Cyranka wydało jej książkę "Synu, jesteś kotem", o relacji z dzieckiem w spektrum autyzmu, w której powstawaniu wziął udział jej syn, Radek. Książka spotkała się ze sporym zainteresowaniem czytelniczek, czytelników i mediów. 